# Élections législatives béninoises de 1989
Les élections législatives béninoises de 1989 se sont déroulées le 18 juin 1989 en République populaire du Bénin.
Le général Mathieu Kérékou, président de la république populaire, et dirigeant du seul parti politique du pays, le Parti de la révolution populaire du Bénin, choisit ses 206 représentants, et les électeurs avaient le choix d'approuver ou de refuser cette législature.

## Résultats
| Choix                    | Votes     | %    |
| ------------------------ | --------- | ---- |
| Oui                      | 1 695 860 | 89,6 |
| Non                      | 164 665   | 8,7  |
| Votes blancs et nuls     | 32 176    | –    |
| Total                    | 1 892 701 | 100  |
| Inscrits / Participation | 2 200 815 | 98,3 |